# Aleksander Maliszewski
Aleksander Maliszewski (ur. 19 października 1901 w Warszawie, zm. 29 września 1978 tamże) – polski poeta, dramatopisarz, tłumacz, prozaik, krytyk teatralny i filmowy.

## Życiorys
Urodził się w rodzinie robotniczej Jana i Marii z Jędrzejewskich. Od 1923 studiował nauki humanistyczne na Wolnej Wszechnicy Polskiej w Warszawie. W latach 1925–1927 był wolnym słuchaczem polonistyki na Uniwersytecie Warszawskim. Współtwórca grupy poetyckiej „Smok” (1923) i członek „Kwadrygi” (1928–1931). Od sezonu 1930/31 był kierownikiem literackim teatru dla dzieci Jaskółka w Warszawie. W latach 30. pracował także w Polskiej Agencji Telegraficznej i współpracował m.in. z Komisją Propagandy Teatrów i Sztuki TUR. Publikował w miesięczniku „Teatr w Szkole” (1934–1939), a w 1937–1939 był krytykiem teatralnym i filmowym „Dziennika Ludowego”.  
W 1939 znalazł się w Wilnie, gdzie w latach 1939–1941 współpracował z Teatrem Polskim i Teatrem Muzycznym Lutnia, kabaretami Miniatury i Ksantypa oraz publikował w „Prawdzie Wileńskiej”. Po wkroczeniu wojsk niemieckich wrócił do Warszawy, gdzie został zatrudniony w Zarządzie Miejskim, publikował w prasie konspiracyjnej. Należał do Armii Krajowej (pseudonim Piotrowski), walczył w powstaniu warszawskim, obsługiwał stację nadawczo-odbiorczą AK „Błyskawica”.
Po zakończeniu wojny, w 1945 objął w Zarządzie m.st. Warszawy referat opieki nad powracającymi do stolicy artystami, następnie do 1948 kierował działem literacko-teatralnym w Polskim Radiu. Od 1947 był wicedyrektorem i kierownikiem artystyczno-repertuarowym Miejskich Teatrów Dramatycznych, w latach 1949–1950 kierownikiem literackim Teatru Rozmaitości.
Dwukrotny laureat Nagrody Literackiej m.st. Warszawy. W 1953 otrzymał Nagrodę Państwową III stopnia.
Zmarł w Warszawie, pochowany na cmentarzu Powązkowskim (kwatera 134-1-8).

## Publikacje
- 1927 – Oczy, usta, serce (poezja)
- 1927 – Poezje
- 1929 – Czarna Beatrycze
- 1950 – Wczoraj i przedwczoraj (sztuka)
- 1952 – Droga do Czarnolasu (sztuka)
- 1961 – Warszawianka
- 1964 – U brzegu mojej Wisły
- 1967 – Na przekór nocy

## Ordery i odznaczenia
- Krzyż Komandorski Orderu Odrodzenia Polski (1964)[3]
- Krzyż Oficerski Orderu Odrodzenia Polski (15 lipca 1954)[4]
- Krzyż Kawalerski Orderu Odrodzenia Polski (11 sierpnia 1945)[5]
- Złoty Krzyż Zasługi (22 lipca 1952)[6]
- Medal 10-lecia Polski Ludowej (19 stycznia 1955)[7]